# Bernardi
Bernardi was waarschijnlijk de eerste Italiaan die een motorfiets maakte.
Enrico Bernardi, later La Società Miari Guisti.
Enrico Bernardi bouwde de eerste “motorfiets” die over de Italiaanse wegen reed. Hij deed onderzoek naar motoren met inwendige verbranding aan de universiteit van Padua en bouwde in 1884 zijn eerste motor. Daarmee dreef hij een naaimachine aan. 
Al snel verplaatste hij zijn aandacht naar gemotoriseerde tweewielers en in 1894 was zijn gemotoriseerde fiets klaar. Hij had een viertaktmotor met horizontale cilinder en kopkleppen. De motor zat op een aanhangwagen die de fiets voortduwde. Gas geven gebeurde pneumatisch met een rubber bal (zoals bij een knijptoeter). Door in de bal te knijpen gaf je gas en door weer los te laten ging je langzamer. 
Er werd een firma opgericht (Società Miari Guisti) om de machines te verkopen en patenten te regelen, maar dat er ooit een productie van is opgestart is onwaarschijnlijk. Tegenwoordig worden er weer Bernardi-hulpmotoren geleverd, waarschijnlijk genoemd naar Enrico Bernardi. Men levert zowel benzine- als elektromotoren.